# 関前諸島
関前諸島（せきぜんしょとう）は、岡村島、大下島、小大下島の有人3島からなる、瀬戸内海中部の諸島。芸予諸島の一部をなし、行政区域としては愛媛県今治市に属する。2005年（平成17年1月）の市町村合併までは3島で越智郡関前村を構成していた。
下記以外の事項についてはそれぞれの島の記事を参照。

## 所属する有人島
```
岡村島
、
小大下島
、
大下島
```

このうち、岡村島は下記のとおり、本州と道路でつながっており、2010年（平成22年）から離島振興法の地域指定外である。他の2島は2024年現在も「関前諸島」として指定されている。

## 地理
今治港の北西約17kmに位置する。北に広島県の大崎上島、西に大崎下島があり、地理的にはむしろ広島県側に近い。南東は来島海峡の西口（関前灘と呼ぶこともある）で、南西は斎灘が開けている。東から大下島、小大下島、岡村島と東西に島が並ぶ。岡村島の西、大崎下島との間の海峡には小島、中ノ島、平羅島があるが、いずれも広島県に属する無人島である。大下島と大三島との間にも、無人島がいくつかあるが、これらは旧・大三島町に属し、関前諸島には加えられない。大下島と小大下島との間の海峡は大下瀬戸と呼ばれ、潮流の速い来島海峡を避け大三島の西沖を通り、三原瀬戸に抜ける航路でもある。
有人3島のうち、岡村島が中心的な存在で、今治市関前支所（旧・関前村役場）や、関前ふるさと交流館（旧今治関前農村交流技術研修施設）などがある。
岡村島はクロツバメシジミの生息地が存在することで知られる。

## 交通

### 航路
岡村港、小大下港、大下港には、フェリー発着可能な乗り場が整備されており、今治港や大崎下島と結ぶ航路が運航されている。

### 道路
岡村島は安芸灘とびしま海道にて、西に並ぶ広島県側のいくつかの島を経由して本州と陸路でつながっている。愛媛県側へ向かう場合は、実に17本もの海上架橋を経由する必要がある。
広島県の大崎上島へ架ける安芸灘諸島連絡架橋8号橋の計画や、他の2島は依然として離島であるが、愛媛県の大三島への架橋構想があるものの実現の見通しは立ってない。